# Nem-Nem Leleu
Nem-Nem Leleu is een bestuurslaag in het regentschap Kepulauan Mentawai van de provincie West-Sumatra, Indonesië. Nem-Nem Leleu telt 1181 inwoners (volkstelling 2010).